# 曼迪·韦策尔
曼迪·韦策尔（德語：Mandy Wötzel，1973年7月21日—），德国女子花样滑冰运动员。她曾代表德国参加1992年、1994年和1998年冬季奥林匹克运动会花样滑冰比赛，其中1998年冬季奥运会获得一枚铜牌。